# 本尼爾格拉本河

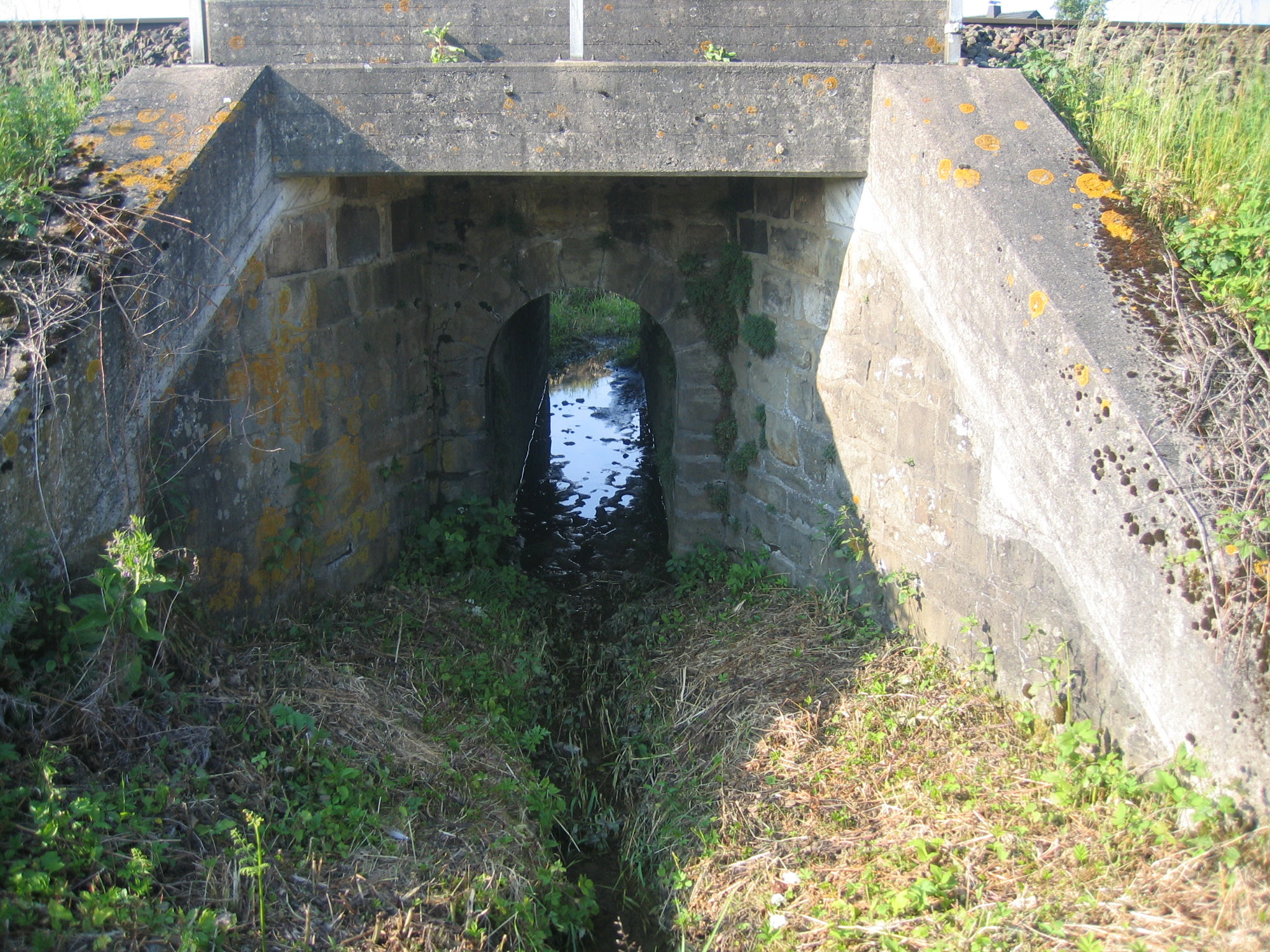
本尼爾格拉本河

52°15′54″N 8°28′12″E / 52.26500°N 8.47000°E
本尼爾格拉本河（德語：Bennier Graben），是德國的河流，位於該國西部，處於北萊茵-威斯特法倫州，屬於埃爾瑟河的左支流，河道全長1.4公里，流域面積3平方公里。